# Piré-sur-Seiche

Piré-sur-Seiche este o comună în departamentul Ille-et-Vilaine, Franța. În 1 ianuarie 2018 avea o populație de 2.666 de locuitori.